# Port-Vitrezay
Port-Vitrezay est un port de pêche et de plaisance situé à Saint-Sorlin-de-Conac, en Charente-Maritime et en région Nouvelle-Aquitaine. Au sud-ouest du département, c'est le dernier port avant d'entrer en Gironde.

## Histoire
Port-Vitrezay doit son nom à une ancienne seigneurie de Guyenne, dépendant sous l'Ancien régime de la Généralité de Bordeaux, en marge de la Comtau de Blaye. Le Vitrezais était un petit territoire (chef-lieu : Braud) bordant la Gironde, dont l'un des seigneurs les plus connus fut Claude de Rouvroy, duc de Saint-Simon. 
Le port de Saint-Bonnet est longtemps un petit port de pêche et de commerce (on y fait transiter vins, céréales et farines). Comme la plupart des ports de bord d'estuaire, il bénéficie d'une campagne de modernisation au XIXe siècle. Le 21 août 1893 « Le conseil d'arrondissement de Jonzac renouvelle le vœu relatif à l'embarcadère de Vitrezay. Il serait utile, en effet, d'établir cet embarcadère. Une tentative d'adjudication pour cette construction a échoué une première fois; elle pourra être renouvelée; mais en attendant un résultat plus heureux, le conseil général croit devoir demander, et comme travail urgent, que le curage du port de Vitrezay soit immédiatement effectué. Il ajoute que l'établissement d'un éclusier chargé d'un service journalier serait un des moyens les plus sûrs pour assurer le bon état d'entretien de ce chenal ». 
Pendant une partie du XXe siècle, on y embarque pour la pêche à l'esturgeon, poisson-roi de l'estuaire, qui donne le caviar de Gironde (ou caviar d'Aquitaine), denrée de luxe qui concurrence les productions iraniennes et soviétiques. Au cours des années 1950, on en pêche jusqu'à 5 tonnes par an. Victime de la surpêche, le poisson s'épuise, et en 1982, cette activité est purement et simplement interdite. Si on produit toujours du caviar dans la région, il est désormais issu de poissons élevés en fermes aquacoles. Désormais, on pêche plus volontiers la pibale (alevin d'anguille), la lamproie ou le maigre.

## Présentation
Port-Vitrezay présente la particularité d'être situé à la jonction de trois communes : Saint-Bonnet-sur-Gironde (fond du chenal et hameau de Vitrezay), Saint-Sorlin-de-Conac (rive droite et pôle-nature) et Saint-Ciers-sur-Gironde (rive gauche du chenal). Port-Vitrezay est relié par une petite route à Saint-Bonnet-sur-Gironde mais il s'agit du port de Saint-Sorlin-de-Conac, petite commune de 210 habitants qui possède un second port, baptisé Port-Conac (ou Cônac) ; pour Saint-Ciers-sur-Gironde, c'est le port des Callonges.

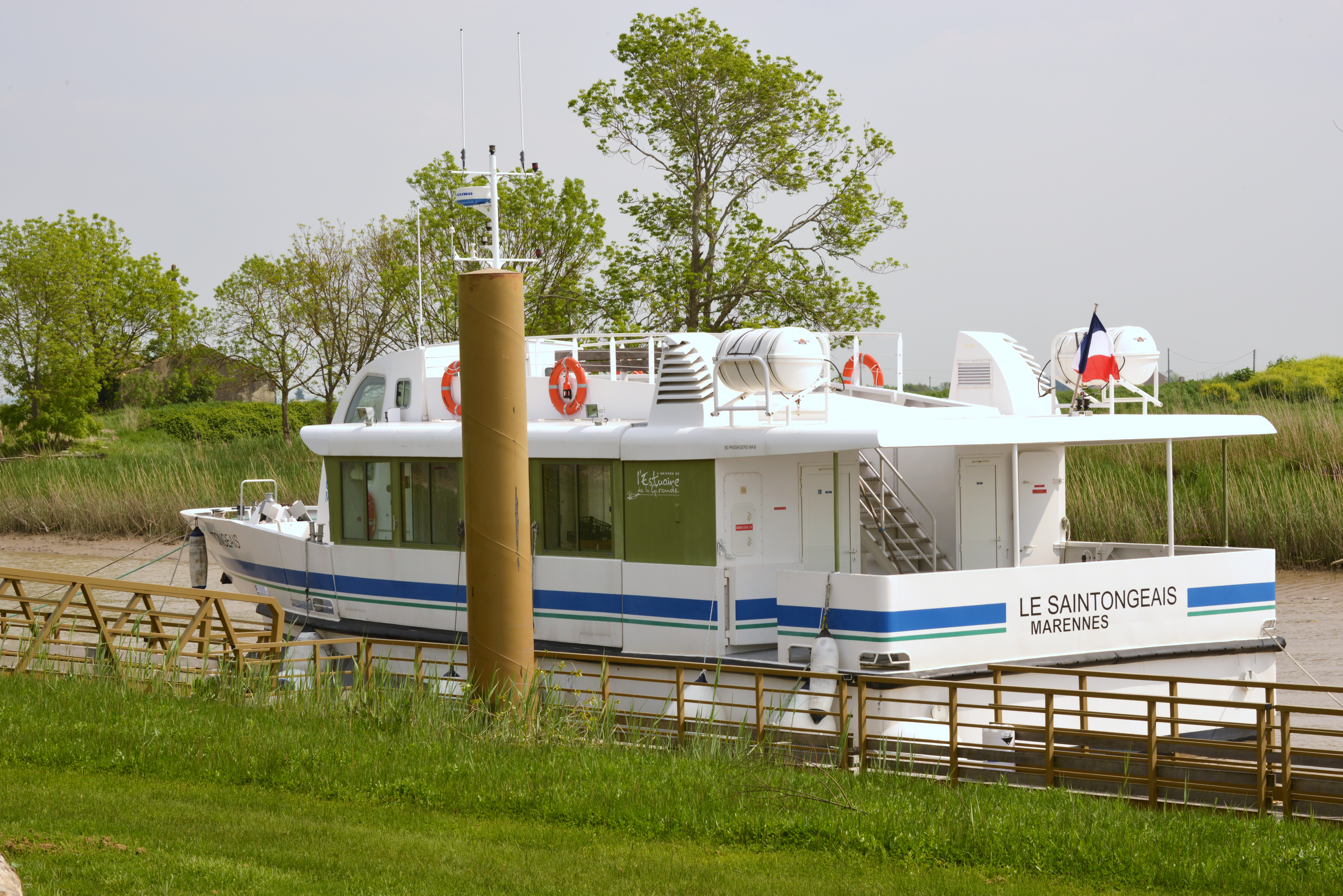
Vedette touristique « Le Saintongeais ».

Port-Vitrezay se trouve donc un peu en retrait de Saint-Bonnet-sur-Gironde, au lieu-dit « Terres à Raimond », à l'ouest du marais Duchâtel, près du hameau de Vitrezay. Il se déploie en bordure d'un chenal, qui forme l'extrémité du canal de la Comtesse, et vient se jeter dans l'estuaire de la Gironde. Il reprend les caractéristiques de la plupart des ports estuariens des environs (Port des Callonges, Port-Conac, Port-Maubert, Port des Monards...) : de taille modeste, il se déploie dans un chenal relié à la Gironde, et abrite une petite flotte composée de quelques filadières, yoles et chalutiers, mais aussi des bateaux de plaisance. Des excursions organisées par le club de voile de Saint-Fort-sur-Gironde sont organisées régulièrement, permettant de relier Port-Maubert et Port-Vitrezay.
Le port de Vitrezay, qui conserve quelques maisons traditionnelles charentaises, est la porte d'entrée du pôle-nature de Vitrezay. En suivant le chemin qui borde le chenal, on accède à une jetée où se trouve un petit phare. Une table d'orientation permet de mieux appréhender le paysage qui s'offre au visiteur : on y apprend que la largeur de l'estuaire est ici de 5,7 kilomètres et que le port de Vitrezay est utilisé pour la pêche aux pibales, ces minuscules alevins d'anguille particulièrement prisés dans le sud-ouest de la France et en Espagne. Des carrelets (cabanes de pêche typiques des côtes charentaises et girondines) peuvent être observées à proximité. Elles servent à attraper des petits poissons et des crustacés.
En saison (mai-septembre), des circuits de découvertes sont proposés au départ de Vitrezay. Le bateau de croisière « Le saintongeais » effectue ainsi des liaisons régulières avec Port-Maubert (Saint-Fort-sur-Gironde), avec le port de la Maréchale (Saint-Seurin-de-Cadourne), Saint-Estèphe ou Pauillac, centres viticoles réputés, sur la côte médocaine, avec l'« archipel girondin » (île de Patiras et île Nouvelle) ou encore avec Blaye.